# Slovenska glasba
Slovenska glasba je sestavni del zahodnoevropske glasbene kulture in je tesno povezana z glasbo sosednjih dežel, predvsem Avstrije, severne Italije in Hrvaške. V skladu z geografsko raznolikostjo in družbenimi razmerami, ki so se v preteklosti porajale na območju Slovenije, je razvidna tudi relativno bogata glasbena preteklost. V grobem razlikujemo ljudsko glasbo in umetno (ali umetniško, komponirano glasbo: posvetno, cerkveno, zabavno). Hkrati ločimo resno in zabavno glasbo. Za slovensko ljudsko in narodno zabavno glasbo je značilen  slovenski alpski pevski in glasbeni melos,  durovske melodije, ritem polke in valčka ter večglasno petje. 
Podatki o začetkih slovenske glasbe so zabrisani med prve omembe ljudskih pesmi, oziroma omembe, da so prebivalci območja današnje Slovenije od 6. stoletja dalje prepevali v svojem jeziku. Glasba tega časa je najbrž segala v obdobje nekdanje pradomovine ter bila oblikovno in vsebinsko podobna glasbi drugih Slovanov.
Ko so v 8. stoletju Slovenci izgubili narodno samostojnost, so izginili tudi pogoji za samonikel kulturni razvoj, predvsem na področju umetne glasbe. Srednjeveških skladateljev umetne glasbe iz vrst Slovencev praktično ni bilo. V 19. stoletju, približno tisoč let pozneje, so se v času prebujanja narodne zavesti začeli slovenski skladatelji umetne glasbe naslanjati na elemente ljudskega glasbenega izročila, ki se je medtem porajalo in ubiralo samostojnejšo pot. Po koncu Avstro-Ogrske vladavine so se v Sloveniji izboljšali pogoji narodnostne kulture, napredovalo je tudi glasbeno šolstvo.
V času NOB so nastale potrebe po skladbah, ki bi bile dostopne ljudskim množicam, zato so se modernistični koncepti v slovenski glasbi vse do leta 1950 nekoliko omilili. Glasba NOB je med ostalim vključevala ponarodele in ljudske borbene oz. puntarske pesmi, delavske pesmi iz obdobja oktobrske revolucije ter protifašistične pesmi iz španske državljanske vojne. Po obdobju kulturnega molka je bila izvajana predvsem zborovska glasba na partizanskih zborovanjih, razvoju pa je doprinesel tudi Radio OF. Po vojni je večina pred- in medvojnih skladateljev nadaljevala svoje delo, tisti, ki so bili pred vojno modernisti, so se le polagoma vrnili nazaj k radikalnejšemu iskanju nove glasbe.

## Glasba na ozemlju Slovenije pred naselitvijo Slovencev
Na ozemlju Slovenije so pred naselitvijo Slovencev v 6. stoletju bivala ilirska in keltska plemena, domneve o njihovi glasbeni kulturi pa so podkrepljene z redkimi znanstvenimi dokazi. Med pomembne arheološke najdbe sodi upodobitev trstenih piščali na situli z Vač iz halštatske dobe. Še starejša je piščal, najdena v Potočki zijalki, izdelana iz spodnje čeljustnice jamskega medveda. Najpomembnejša in najstarejša je paleolitska t. i. Neandertalčeva piščal, ki je bila najdena leta 1995 v podzemni jami Divje babe v bližini Cerknega. Izdelana je iz stegnenice mladega jamskega medveda, v katero so izvrtane luknjice, ki ustrezajo razmiku prstov na roki. Njena starost je ocenjena na 50.000 do 60.000 let in je domnevno najstarejše glasbilo na svetu. 
V času neposredno pred prihodom zahodnih Slovanov na današnje slovensko ozemlje je bila v rabi antična oz. rimska glasbena praksa. O njej priča Orfejev spomenik na Ptuju.

## Zgodovina slovenske glasbe
Podatki o začetkih slovenske glasbe so zabrisani med prve omembe ljudskih pesmi, oziroma omembe, da so prebivalci območja današnje Slovenije od 6. stoletja dalje prepevali v svojem jeziku. Glasba tega časa je segala v obdobje nekdanje pradomovine ter je bila oblikovno in vsebinsko podobna glasbi drugih Slovanov. Muzikalni kult zahodnih Slovanov je opisovan kot čaščenje bogov s pompoznimi plesi in pesmimi. 
Ko so v 8. stoletju Slovenci izgubili narodno samostojnost, so izginili tudi pogoji za samonikel kulturni razvoj, predvsem na področju umetne glasbe. Srednjeveških skladateljev umetne glasbe iz vrst Slovencev praktično ni bilo. V 19. stoletju, približno tisoč let pozneje, so se v času prebujanja narodne zavesti začeli slovenski skladatelji umetne glasbe naslanjati na elemente ljudskega glasbenega izročila, ki se je medtem porajalo in ubiralo samostojnejšo pot.

### Srednji vek
Močni kulturni vplivi so v slovensko ljudsko glasbo prihajali preko tujega plemstva, potujočih pevcev, pa tudi rimskokatoliške cerkve. Od 8. stoletja dalje so pokristjanjeni karantanski Slovenci pri verskih obredih peli latinske hvalnice »novemu« Bogu tako, da so v besedilo vrnili kratek domači stavek ali besedo, ki so jo razumeli. Ponavljali so kratke obredne vzklike kyrie eleison in s tem kot laiki sodelovali pri bogoslužju. Tovrstno srečanje gregorijanskega korala z domačim jezikom je več stoletij vplivalo na oblikovanje srednjeveških slovenskih cerkvenih pesmi, saj so Slovenci zelo počasi opuščali poganske obrede. Cerkev je večini poganskih običajev vtisnila krščanski videz, s koralom pa so prišli na slovenska tla prvi elementi zahodne glasbene kulture. O srednjeveški glasbi in glasbilih pričajo številne srednjeveške freske v slovenskih cerkvah. Med redke spomenike ustvarjanja umetne posvetne glasbe sodi nemška viteška lirika s slovenskih tal. O njej je znano to, da je nastala na slovenskih gradovih oz. v krogu plemiških rodbin 12. in 13. stoletja. Ohranjena so dela treh anonimnih avtorjev, vitezov-minnesingerjev, z gradov Žovnek (Suonegg), Gornji grad (Obernburg) ter Ostri vrh (Scharpfenberg). Poimenovani so kot Žovneški (Der von Suonegge), Ostrograjski (Der von Obernburg) in Ostrovrški (Der von Scharpfenberg). Slovenske gradove sta obiskala oz. tam živela tudi znana minnesingerja Ulrich Liechtensteinski  in t. i. zadnji viteški pesnik Osvald Wolkensteinski, Tirolec, ki v svoji avtobiografiji navaja, da govori deset jezikov, med njimi tudi slovenščino (nemško poimenovano »windisch«). Ta trditev je podkrepljena z dejstvom, da je v dveh svojih pesmih uporabil slovenske besedne zveze, npr. »jaz sem toj, draga tvoj, na moje srce me drži dobro«, ipd. 
Oblikovalci slovenske posvetne glasbe so bili še vaganti, potujoči muzikanti, ki so za razliko od trubadurjev izhajali iz nižjih socialnih razredov (učitelji, najemni vojaki, potujoči študentje, ipd.). V slovanskih deželah se je potujoči muzikant in avtor ljudske epike imenoval igrc. Skupino vagantov so poleg glasbenikov sestavljali glumači, plesalci in drugi umetniki, ki so se začeli združevati v vagantske bratovščine. Njihov repertoar je obsegal pesmi z zgodovinsko, politično, ljubezensko in drugo tematiko, s katero so lahko popestrili družabno življenje prebivalstva. Na Slovenskem so se pogosteje pojavljali v visokem srednjem veku, po njihovem vzoru so pa na Kranjskem začeli delovati prvi poklicni posvetni glasbeniki (trobentači, pavkisti) v 15. ali 16. stoletju. To so bili t. i. mestni piskači. V Ljubljani so prvič omenjeni leta 1544. Mnogo bolj kot umetniška posvetna glasba, ki se je porajala v zaledju gradov, fevdalskih plemiških krogov in kasneje mest, je začela organizirano nastajati cerkvena glasba. Gojili so jo samostani, v katerih so bile ustanovljene pevske šole, predvsem v cistercijanskem samostanu Stična in pri cerkvi sv. Nikolaja v Ljubljani. Pomen slednje se je povečal po letu 1461, ko je bila ustanovljena ljubljanska škofija. Prvi notni koralni rokopisi se pojavljajo od 11. stoletja dalje (Kostanjeviški in Bistriški fragment v nevmah na črtovju, Kamniški fragment, Kranjski breviarij, Kranjski antifonarij s kvadratno notacijo, idr.). Avtorji glasbe, nastale na slovenskih tleh v obdobju romanike, so neznani, iz obdobja gotike pa se že kažejo prva skladateljska imena, vendar večinoma brez oprijemljive glasbene zapuščine. Med prvimi je cerkveni skladatelj Brikcij Preprost (Briccius Preprost de Cilia), rojen v 1. polovici 15. stoletja v Celju, umrl leta 1505 na Dunaju. Sledi Baltazar iz Mozirja (Balthasar Praspergius Merspurgensis), ki je na mestni univerzi v Baslu (Švica) predaval o koralu in vprašanjih srednjeveške glasbe. V tem času se je na področju umetniške glasbe razmahnila raba vokalne polifonije. Zagotovo najvidnejši je dunajski škof in skladatelj slovenskega rodu Jurij Slatkonja (1456-1522), ustanovitelj pevskega zbora in godbe na dvoru cesarja Maksimilijana I. Habsburškega. Znan je kot ustanovitelj in prvi direktor danes slovitega pevskega zbora Dunajskih dečkov (Wiener Sängerknaben). Njegova dela niso ohranjena. Med zadnjimi iz obdobja med gotiko in renesanso je Vrhničan Jurij Knez, avtor izgubljenih večernic ter magnifikata. 

### Renesansa
Poleg prihoda renesanse in njenega glasbenega sloga je 16. stoletje s protestantizmom najavilo  prelomnico v slovenski kulturi. Leta 1567 je bila natisnjena prva pesmarica v slovenskem jeziku, zbral in uredil jo je Primož Trubar (1508-1586). Reformacija je gojila enoglasno cerkveno petje ter za polifone koralne obdelave. V tem času je prišlo v Slovenijo mnogo tujih kantorjev, ki so delovali v okviru protestantskih in katoliških pevskih šol. Leta 1537 so bili prvič omenjeni tudi t. i. mestni piskači. Čeprav so se pogoji za glasbeno izobraževanje izboljševali, so mnogi nadarjeni glasbeniki svojo poklicno pot iskali v tujini. Med najvidnejšimi je pevec in skladatelj Jakob Gallus (1550-1591). Slovensko glasbeno življenje je bilo sicer skromnejše, a vsebinsko podobno drugim zahodnoevropskim deželam. Jezuitska šola v Ljubljani je s prikazovanjem svojih šolskih dram (v svojem kolegiju ali pa v letnem gledališču »Pod turnom«) vzpodbudila nastajanje glasbe domačih skladateljev. Osrednji kulturni prostor je bila Ljubljana (tu so delovali tudi mojstri pevci - meistersingerji), vendar so se do 17. stoletja razcvetela še druga glasbena središča: v Celju, na Ptuju, v Idriji, Kranju in Tržiču.

### Barok
Pomembna skladatelja 17. stoletja sta bila Janez Krstnik Dolar (1620-1673) iz Kamnika ter Isaac Posch (1591–1622), katerega narodnost ni potrjena. Ugodnejše, urejene gospodarske razmere, ki so nastale v času protireformacije, so vplivale tudi na razcvet glasbe. Grof Wolf Engelbert Auersperg (1610–1673) je dal v Ljubljani sredi 17. stoletja prvič predstaviti italijansko opero. Gostovanja italijanskih opernih družin so v naslednjem stoletju postala zelo pogosta, predstave so bile večinoma v Auerspergovem dvorcu in v Pokrajinski palači. Leta 1701 je bila ustanovljena Academia philharmonicorum Labacensis, ki je imela svoj orkester in pevski zbor ter je močno pripomogla pri nastajanju slovenske baročne glasbe. Pomembnejše glasbene osebnosti tega obdobja so bili Janez Jurij Hočevar (1656–1714), Janez Gapšar Gošel, Janez Jakob Labassar pl. Laubenburg (1657–1703), Amandus Ivančič, Janez Berthold von Höffer in drugi. Komponirali so oratorije, koncerte, sakralna dela, trio-sonate, v tem času je nastala opera Belin, edina znana izvirna opera iz baročnega obdobja v slovenskem jeziku. Njen avtor je Jakob Zupan (1734–1810), libreto je prispeval Janez Damascen Dev. Leta 1765 je bilo v Ljubljani ustanovljeno ljubljansko Stanovsko gledališče s približno 800 sedeži. Med poznobaročne in rokokojske avtorje lahko štejemo priložnostnega skladatelja, sicer pa književnika Antona Tomaža Linharta (1756-1795), ter vsestranskega glasbenika Franca Pollinija (1762–1846), ki je bil violinist, pianist, pevec in skladatelj, mdr. avtor kantate in opere. Glasbeniki so se z namenom akustične obogatitve vključevali tudi v literarne predstave, kot so verske procesije. Najdragocenejši primer te vrste je Škofjeloški pasijon. 

### Romantika
Romantična glasba se je najprej začela nakazovati v zrelih delih Jurija Mihevca in Riharja, Gašparja Maška, Alojza Ipavca (1815-1849) in Jožefa Tomažovica mlajšega (1823-1851), vendar pa je svoj razmah doživela relativno pozno. Eden od vzrokov za to so bile narodne zahteve, ki so se prebujale pred, večji del pa po marčni revoluciji leta 1848 in so v sklopu širjenja narodne zavesti vključevale potrebo po samonikli, preprosti slovenski glasbi, ki bi bila lahko razumljiva širokim množicam ljudi. Tovrstno vračanje v predromantiko najbolje poosebljata skladatelja Jurij Flajšman (1818-1874) in Miroslav Vilhar (1818-1871).
Narodno gibanje je spodbujalo nastajanje umetne glasbe, ki se je naslanjala na ljudsko glasbo in se s tem oddaljevala od zahodnoevropskih šablon. Od leta 1860 dalje so pomembno vlogo pri razvoju slovenske glasbe odigrale čitalnice s svojimi zbori in pevskimi šolami, leta 1867 je bilo v Ljubljani ustanovljeno Dramatično društvo (spodbujalo je nastanek scenskih del), leta 1872 pa Glasbena matica, ki je vključevala glasbeno šolo, zbor in orkester. V okviru Cecilijanskega društva je od leta 1878 pa do konca 2. svetovne vojne delovala Orglarska šola v Ljubljani, v istem obdobju je društvo izdajalo tudi periodično publikacijo Cerkveni glasbenik. V drugi polovici 19. stoletja je skladateljski ustvarjalni potencial dosegel dotedanji vrhunec. Najvidnejši skladatelji tega časa so bili Davorin Jenko (1835-1914), avtor samospevov in zborovskih skladb, mdr. Naprej zastava slave; Benjamin Ipavec (1829-1908) s skladbami Serenada za godala, opera Teharski plemiči, opereta Tičnik; in Fran Gerbič (1840-1917) z Lovsko simfonijo, s kantatami, z operami, zborovskimi pesmimi in s samospevi. Na slovenskih tleh sta delovala še skladatelja češkega rodu Anton Foerster (1837-1926), avtor komične opere Gorenjski slavček in Kamilo (1831-1859), sin Gašparja Maška. Generacijo novoromantičnih skladateljev s konca 19. stoletja predstavljajo Risto Savin (1859-1948), predvsem z operami Lepa Vida, Gosposvetski sen, Matija Gubec - ter z baletoma Čajna punčka in Plesne legendice; Fran Serafin Vilhar (1852-1928), Anton Lajovic (1878-1960) in Emil Adamič (1877-1936). Slednja sta se dotaknila impresionizma. Med vidnejše glasbene osebnosti ob prelomu stoletja sodi tudi vsestranski Gregor Gojmir Krek (1875-1942), ki je bil urednik revije Novi akordi.

### 20. stoletje
Z impresionizmom se je najbolj identificiral Janko Ravnik (1891-1982), medtem ko je bil Marij Kogoj (1895-1956) najvidnejši predstavnik ekspresionizma. Njegovo temeljno delo je opera Črne maske iz leta 1929, v njej z mešanico tonalnosti in atonalnosti z zvokovno-ritmično nasičenostjo izraža psihološko zapleteno zgodbo izpod peresa Leonida Andrejeva. Prav tako kot Marij Kogoj se je leta 1895 rodil Slavko Osterc, pedagog in skladatelj, ki pa je radikalneje zagovarjal atonalnost in atematiko. Kljub strogi konstruktivistični usmerjenosti je, ironično, največkrat izvajana Osterčeva skladba blagozvočni Adagio za godala iz Suite za Orkester. Generacija skladateljev, rojena ob prelomu stoletja, je bila slogovno neenotna. Poleg Osterca in Kogoja so se zvrstili Lucijan Marija Škerjanc (1900-1973), ki je ubredel eklektično-novoromantično skladateljsko pot, poleg tega pa je bil publicist in izvrsten pedagog. Matija Bravničar (1897-1977), po prepričanju modernist, se je naslanjal na ljudske glasbene elemente. Bravničarjeva osrednja dela predstavljajo štiri simfonije, več simfoničnih pesnitev ter operi na besedilo Ivana Cankarja: Hlapec Jernej in njegova pravica ter Pohujšanje v dolini Šentflorjanski. Blaž Arnič (1901-1970) se je odrekel modernistični abstraktnosti v korist novoromantičnemu realizmu. Njegove številne orkestrske skladbe, med katere sodi tudi osem simfonij, sodijo med temeljna dela slovenske simfonične glasbe.
Po koncu Avstro-Ogrske vladavine so se v Sloveniji izboljšali pogoji narodnostne kulture, napredovalo je tudi glasbeno šolstvo. (Glej zgodovinski pregled glasbenega šolstva v Sloveniji). Leta 1919 je bil ustanovljen konservatorij ljubljanske Glasbene matice, ki je bil kasneje podržavljen, leta 1939 pa je iz njega nastala Akademija za glasbo v Ljubljani. Med obema vojnama so vrhunec svojega ustvarjali dosegli skladatelji, Stanko Premrl (1880-1965), Vasilij Mirk (1884-1962) ter Mirko Polič (1890-1951), avtor oper Deseti brat in Smrt majke Jugovića. Polič je bil dolgoletni direktor novoustanovljene ljubljanske Operne hiše, ki je bila kot Kranjsko deželno gledališče zgrajena že leta 1892. Kmalu po ustanovitvi Radijske postaje Ljubljana je v letu 1928 začel nastajati orkester, leta 1934 pa so bile posnete tudi prve domače gramofonske plošče. Ljubljanska filharmonija je delovala med letoma 1936 in 1941. V času med 2. svetovno vojno in neposredno po njej je deloval le radijski orkester, ki je bil leta 1948 razpuščen, glasbeniki pa so prešli v novo ustanovljeni orkester Slovenske filharmonije. Nastala je tudi Mariborska filharmonija. Osrednjo vlogo v razvoju slovenske glasbene umetnosti od 2. polovice 20. stoletja dalje igra Radio Ljubljana oz. RTV Slovenija s svojim simfoničnim orkestrom, plesnim orkestrom ter komornim, otroškim in mladinskim zborom. Radijska glasbena produkcija s svojimi ansambli, pa tudi s posnetki mnogih drugih glasbenih sestavov, metodično polni nacionalni fonotečni arhiv in glasbo redistribuira v okviru radijskih in televizijskih programov. 
Skladatelj in etnolog France Marolt je utemeljitelj slovenske folkloristike. S pomočjo Glasbene matice je leta 1934 ustanovil Folklorni inštitut. Zgodovinsko analizo slovenske glasbe so že pred Maroltom začeli izdelovati prvi muzikologi, Peter pl. Radics (1836-1912), Fran Rakuša (1859-1905), Josep Čerin (1867-1951) in Josip Mantuani (1860-1933). Leta 1962 je bil v okviru Filozofske fakultete v Ljubljani ustanovljen oddelek za muzikologijo. Med teoretiki in publicisti sta še dva skladatelja, ki sta se odmaknila od modernizma, ki so ga prevzemali sodobniki. To sta Vilko Ukmar (1905-1991) in Marjan Kozina (1907-1966). Prevzemala sta za tedanji čas konzervativnejši, novoromantični slog. Kozina je predvsem poznan po svojih simfoničnih pesnitvah, predvsem tistih s programsko vsebino narodnoosvobodilne vojne. Ilova gora, predvsem pa Bela Krajina, sta bili še desetletja po koncu 2. svetovne vojne najpogosteje izvajani slovenski simfonični skladbi. Slavko Osterc je bil mentor mnogim skladateljskim generacijam, ki so prevzele ideje atonalne šole in dodekafonije oz. so pripadale njegovemu krogu. Med prvimi njegovimi učenci so bili Karol Pahor (1896-1974), Pavel Šivic (1908-1995), Marijan Lipovšek (1910-1995), Franc Šturm (1910-1943), zadnji perspektivnejši učenec pa je bil Primož Ramovš (1921-1999). Poleg Osterca je bil najvplivnejši skladateljski pedagog Lucijan Marija Škerjanc. Bil je mentor mnogim po vojni delujočim skladateljem. 

#### Glasba v obdobju NOB
V času NOB so nastale potrebe po skladbah, ki bi bile dostopne ljudskim množicam, zato so se modernistični koncepti v slovenski glasbi vse do leta 1950 nekoliko omilili. Glasbo, ki je nastajala na slovenskem ozemlju med letoma 1941 in 1945, pojmujemo kot glasbo NOB. Vključuje tudi ponarodele in ljudske borbene oz. puntarske pesmi, delavske pesmi iz obdobja oktobrske revolucije, protifašistične pesmi iz španske državljanske vojne in nekatere priredbe pesmi drugih narodov (npr. ruska: Bratje le k soncu svobodi, poljska: Nabrusimo kose, itd.). V štirih letih je približno 50 skladateljev-partizanov skomponiralo 500 skladb, večji del zborovskih, pa tudi vokalno-instrumentalnih in v manjši meri samo instrumentalnih. V tem času je bilo izdanih približno 40 pesmaric z notnim zapisom. Po obdobju kulturnega molka je bila izvajana predvsem zborovska glasba na partizanskih zborovanjih, razvoju pa je pridonesel tudi Radio OF. Skladbe, zasnovane večinoma na preprostih, a uporabnih in učinkovitih besedilih, so tudi v harmonskem in ritmičnem smislu enostavne in komponirane v slogu ljudske melodike. Manjše število izključno instrumentalnih skladb so v tem obdobju ustvarili Blaž Arnič, Filip Bernard, Demetrij Žebre in Bojan Adamič, Pavel Šivic in Karol Pahor (sicer mdr. tudi avtor partizanskih zborovskih pesmi Komandant Stane, Na juriš). Med pretežno vokalne skladatelje tega obdobja sodijo Marjan Kozina (Hej tovariši, Naša vojska), Ciril in Dragotin Cvetko, Rado Simoniti (Bosa pojdiva), Janez Kuhar (Jutri gremo v napad), Drago Korošec, Svetozar Marolt, Franc Šturm, Radovan Gobec (Bohor je vstal, Pesem o svobodi), Viktor Mihelčič (Domovina naša je svobodna), Makso Pirnik (Smrt v Brdih). 

#### Druga polovica 20. stoletja
Po vojni je večina pred- in medvojnih skladateljev nadaljevala svoje delo, tisti, ki so bili pred vojno modernisti, so se le polagoma vrnili nazaj k radikalnejšemu iskanju nove glasbe. Po letu 1945 je prevladoval postromantični slog, proti koncu petdesetih let 20. stoletja pa so se vendarle razmahnili neoklasicizem, neobarok, ekspresionizem, dodekafonija, atonalnost, aletatorika, eksperimentalna glasba, elektroakustična glasba in končno postmodernizem. Glasbeni ustvarjalci, ki so večino svojih del ustvarili po 2. svetovni vojni in so zaznamovali 2. polovico 20. stoletja slovenske resne glasbe, so Aleksander Lajovic (1920-2011), Božidar Kantušer (1921-1999), Zvonimir Ciglič (1921-2006), Vladimir Lovec (1922-1992), Uroš Krek (1922-2008), pianist, skladatelj in pionir slovenske elektroakustične glasbe Janez Matičič (1926-2022), muzikolog, skladatelj in etimolog Pavel Merku (1927-2014), Milan Stibilj (1929-2014), pretežno zborovski skladatelj Jakob Jež (1928-2022), Samo Vremšak (1930-2004), Dane Škerl (1931-2002), Ivo Petrić (1931-2018), Alojz Srebotnjak (1931-2010), Igor Štuhec (*1932), Darijan Božič (1933-2018), pozavnist in avantgardistični eksperimentalist Vinko Globokar (*1934), akademika Lojze Lebič (*1934) in Božidar Kos (1934-2015), Pavel Mihelčič (*1937), Marijan Gabrijelčič (1940-1998), Maks Strmčnik (*1948), eden najproduktivnejših skladateljev Jani Golob (*1948), Uroš Rojko (*1954), skladatelj elektroakustične glasbe Bor Turel (*1954), Aldo Kumar (*1954), Tomaž Svete (*1956), Marko Mihevc (*1957).

#### Elektroakustična glasba
Slovenski skladatelji so se sprva seznanjali z elektroakustično glasbo v okviru tovrstnih razvojnih središč v tujini, od leta 1971 tudi v Beogradu, tedaj glavnem mestu države. Začetki slovenske elektronsko proizvedene glasbe segajo v leto 1961, ko je Darijan Božič ustvaril scensko glasbo k drami Petra Božiča Vojaka Jošta ni. Z razvojem tehnične opreme in njenim obstojem na slovenskem se je začela razvijati tudi glasba. Pomembna pionirja slovenske elektroakustične glasbe sta bila Janez Matičič, ki je od leta 1966 deloval s skupino Pierra Schaefferja v Parizu ter Vinko Globokar, ki je sodeloval pri zvočnih raziskavah v okviru pariškega Pompidoujevega centra. Sicer je prvo elektroakustično skladbo v ožjem pomenu leta izdelal Milan Stibilj v elektronskem studiu v Utrechtu. To je bila skladba Mavrica za štirikanalni magnetofonski trak. V 70. letih 20. stoletja sta se z elektroakustično glasbo ukvarjala tudi Lojze Lebič, Jakob Jež, kasneje še Aldo Kumar, Brina Jež Brezavšček, Tomaž Svete. Najpomembnejši je Bor Turel, ki nepretrgoma ustvarja elektroakustično glasbo od 70-ih let do danes, intermedijsko in multimedijsko pa jo povezuje tudi z drugimi umetnostmi.

## Zabavna glasba
Podobno kot v dugih državah zahodne Evrope, se je v ožjem smislu zabavna glasba v Sloveniji začela pojavljati v prvi polovici 19. stoletja kot plesna glasba (npr. valčki), ki so jo komponirali amaterski skladatelji. Komponirali so jo tudi skladatelji, ki jih sicer prištevamo med avtorje resne glasbe (bratje Ipavci, Jurij Mihevec). Priljubljene so bile spevoigre, operete, koračnice, uverture, potpuriji in lahkotna salonska glasba. Pomemben skladatelj tovrstne glasbe je bil Viktor Parma (1858-1924), kasneje Janko Gregorc (1905-1989), ki je najbolj poznan po opereti Melodije srca), pa tudi Radovan Gobec (1909-1995; njegova najbolj priljubljena spevoigra je Kresniček iz leta 1928). Po drugi svetovni vojni se je pod zahodnoevropskim in ameriškim vplivom ljudskih popevk, muzikala, jazza, operetne in filmske glasbe začela razvijati popularna glasba oz. pop glasba, katere osnovna glasbena oblika je popevka, navadno 3 minutna skladba z vodilnim vokalnim partom in instrumentalno spremljavo. Vodilno vlogo pri razvoju slovenske pop glasbe sta odigrala radio in televizija ter leta 1945 ustanovljeni Plesni orkester Radia Ljubljana (PORL), danes imenovan Big Band RTV Slovenija. Od svojega začetka do danes je ostal edini poklicni zabavnoglasbeni orkester v državi. Do začetka 80. let 20 stoletja, ko so se začeli pojavljati privatni glasbeni studii, je velika večina posnetkov nastala v studiu 14 Radia Slovenija. Leta 1962 je RTV Slovenija ustanovila festival Slovenska popevka, ki deluje s pomočjo plesnega in revijskega orkestra radijske hiše. Festival je bil več desetletij osrednja prireditev na področju zabavne glasbe, zanj pa so bili ustvarjene mnoge danes zimzelene popevke. Prvi dve leti odvijal na Bledu, od leta 1964 do danes pa vsakoletno poteka v Ljubljani. Najvidnejši skladatelji in aranžerji iz t. i. »zlatih let« slovenske popevke so Bojan Adamič, Jože Privšek, Jure Robežnik, Mojmir Sepe (Mojzes), Janez Gregorc, Ati Soss, Tadej Hrušovar, Dečo Žgur, idr., v skupino najuspešnejših piscev besedil za popevke pa sodijo Frane Milčinski - Ježek, Branko Šömen, Gregor Strniša, Elza Budau, Dušan Velkaverh in Miroslav Košuta. Hkrati s skladbami so se proslavili predvsem pevci, in sicer Majda Sepe (Med iskrenimi ljudmi), Marjana Deržaj (Poletna noč), Elda Viler (Lastovka), Oto Pestner (Mati bodiva prijatelja), Edvin Fliser, Alfi Nipič, Alenka Pinterič, Tatjana Dremelj, Ivo Mojzer, Branka Kraner idr. Od leta 1978 na Primorskem redno poteka festival Melodije morja in sonca. Med letoma 1984 in 1991 je v Rogaški Slatini deloval festival slovenskega šansona, ki je ponovno zaživel po letu 2000 v organizaciji Radia Slovenije v domicilnem studiu 14. 

### Jazz
Prvi jazzovski ansambel v Sloveniji je že leta 1922 osnoval Miljutin Negode (1889-1986). Imenoval se je Original jazz Negode in izvajal neimprovizirano plesno jazzovsko glasbo, sledili so mu Ernest Švara z ansamblom Odeon (1925), Bojan Adamič z orkestrom Broadway in Oto Jugovec z ansamblom Veseli berači (1939). Po 2. svetovni vojni so člani Adamičevega ansambla sestavili Plesni orkester Radia Ljubljana (PORL), v petdesetih letih je Urban Koder osnoval Ljubljanski jazz ansambel, sledil mu je ansambel Mojmirja Sepeta in Akademski plesni orkester, ki ga je vodil Franc Kapus. Poleg PORL-a, ki se je kasneje preimenoval v Big Band, v vrhunsko formo pa ga je spravil skladatelj in dirigent Jože Privšek, so nekaj desetletij delovali Greentown jazz band, New Swing Quartet, Quatebriga, Miladojka Youneed, idr. Konec 20. stoletja je začel v Ljubljani delovati Jazz club Gajo, ki je tedensko prirejal koncerte jazzovske glasbe. Pomembni slovenski jazzovski glasbeniki-improvizatorji so: Petar Ugrin (trobenta), Ratko Divjak in Aleš Rendla (bobni), Tomaž Grom, Žiga Golob (kontrabas), Silvester Stingl, Dejan Pečenko, Blaž Jurjevčič (klavir); idr. Pomemben skladatelj simfoničnega jazza je Janez Gregorc, sicer avtor nekaterih znanih filmskih melodij.

### Šanson
Posebno mesto v slovenski zabavni glasbi predstavlja šanson, katerega utemeljitelj je Frane Milčinski Ježek. Pojmovanje šansona je precej ohlapno, saj ga večina glasbenih skupin povezuje s slogom francoskih kantavtorjev, ko so začeli delovati v 2. polovici 20. stoletja Jacques Brel, Yves Montand, Edith Piaf, spet drugi pa v njem iščejo možnost osebne ali epske izpovedi s poudarkom na kvaliteti besedila in manjšim popevkarskim bliščem. Med prve sodijo npr. šansoni Bojana Adamiča s pevko Meri Avsenak (poudarek je na melodiki in spevnosti glasbe), predstavnika slednje pa sta Iztok Mlakar in Jure Ivanušič.

### Narodnozabavna glasba
Narodnozabavna glasba je pomemben del slovenske množične glasbene kulture. Izhaja iz narodnega, tj. ljudskega glasbenega izročila, razvijati pa se je začela v 2. polovici 20. stoletja. Zanjo so značilne kratke (podobno kot pri zabavni glasbi, približno 3-minutne) vokalno-instrumentalne skladbe v ritmu polke ali valčka oz. v slogu alpske poskočnice. Besedila teh pesmi opevajo veselje do življenja, domovino, podeželje in dom, ljubezen do bližnjih in do vina. Pevca (ali več pevcev) navadno spremlja trio, kvartet ali kvintet, v katerih so glasbila harmonika, trobenta, kitara, kontrabas, ali bariton. Utemeljitelj narodnozabavne glasbe je Ansambel bratov Avsenik (najbolj znana in največkrat izvajana je instrumentalna polka Na Golici in ima 600 priredb). Njihov zgled doma in v tujini posnema več kot 10.000 podobnih glasbenih skupin, predvsem v alpskih državah; v Avstriji, Švici in Nemčiji, kjer to glasbeno zvrst imenujejo »oberkrainer« (po »Oberkrainer Quintett«, nemškemu prevodu za avsenikov Gorenjski kvintet). Avseniki so od začetka svojega delovanja do danes prodali preko 36 milijonov plošč (glej tudi seznam najbolj prodajanih slovenskih glasbenih izvajalcev). V Sloveniji je v polovici stoletja obstoja narodnozabavne glasbe približno 500 glasbenih ansamblov ustvarilo 12.000 skladb. Prvi in glavni spodbujevalec pri nastajanju narodnozabavnih skladb je bil Radio Ljubljana z oddajo Četrtkov večer domačih pesmi in napevov. Oddaja, katere prvi urednik je bil skladatelj Janez Bitenc, je bila v radijski program uvedena leta 1953 in neprekinjeno deluje vse do danes. Pomembni ustvarjalci slovenske narodnozabavne glasbe so še ansambel Lojzeta Slaka, ansambel Mihe Dovžana, Štirje Kovači, Veseli planšarji, Henček in njegovi fantje, Štajerskih sedem, itd. Prvi pisec besedil za ansambel bratov Avsenik je bil Ferry Souvan, ki je bil s tem prvi pisec narodnozabavnih besedil nasploh. Po njem se imenuje nagrada za življenjsko delo v okviru tega glasbenega žanra. Pobudniki za nastajanje novih skladb so tudi številne prireditve, televizijske oddaje (na TV Slovenija neprekinjeno od leta 1960), tekmovanja in festivali v Sloveniji in zamejstvu. Od leta 1994 deluje Radio Veseljak, ki predvaja večji del narodnozabavno glasbo.

### Rock in pop-rock
Ustvarjalci slovenske rock glasbe so se začeli pojavljati v začetku 70. let 20. stoletja, le malo pa je takih, ki niso svoje glasbe hkrati približevali tudi slogovnim smernicam pop-glasbe, nekateri tudi vplivom jazza. V začetku so rockovski ansambli priredili večje število tujih rockovskih skladb oz. so ustvarjali pod močnim vplivom Boba Dylana, Janis Joplin, skupine Rolling Stones, Jimija Hendrixa, idr. Po vzoru popevkarjev so delovale so skupine Mladi levi, Kameleoni, Bumerang, Srce. V manjši meri so se pojavljali tudi vplivi punka, predstavnik je skupina Pankrti, ter metala, katerega prvi slovenski predstavnik je skupina Pomaranča. Posebno mesto zaseda skupina Laibach z gibanjem NSK. 
Med najvidnejše slovenske pop-rock skupine sodijo Hazard, Gu-gu, Čuki, Pepel in kri, Videosex, Avtomobili, Big foot mama, Moulin rouge, Lačni Franz, NLP (s pridihom jazza), Buldožer. V začetku 21. stoletja so najbolj priljubljene skupine Terrafolk, Dan D in Siddharta.
Med najpopularnejše kantavtorje sodijo Andraž Hribar, Tomaž Domicelj, Andrej Šifrer, Vlado Kreslin, Peter Lovšin, Janez Bončina, Marko Brecelj, Tomaž Pengov, Jani Kovačič, Adi Smolar, Aleksander Mežek, Zoran Predin, Jan Plestenjak, Neisha, idr.

## Odrska dela

### Opera
Kronološki pregled slovenskih opernih del od svojih začetkov do 2. svetovne vojne:
- 1780 - Belin, Jakob Frančišek Zupan (prva slovenska opera; kratko delo, neohranjeno)
- 1789 - Ta veseli dan ali Matiček se ženi, Janez Krstnik Novak (pevski vložki k veseloigri A. T. Linharta)
- 1798 - Il genio insubre, Franc Pollini
- 1798 - La casetta nei boschi, Franc Pollini
- 1829 - Ein ungetreuter Diener seiner Frau, Jurij Mihevec (spevoigra)
- 1829 - Das Reimspiel, Jurij Mihevec (spevoigra)
- 1859 - Jamska Ivanka, Miroslav Vilhar (spevoigra)
- 1866 - Tičnik, Benjamin Ipavec (spevoigra)
- 1872 - Gorenjski slavček, Anton Foerster (prva izvirna slovenska opera)
- 1891 - Teharski plemiči, Benjamin Ipavec
- 1894 - Urh, grof celjski, Viktor Parma
- 1896 - Kres, Gran Gerbič
- 1896 - Ksenija, Viktor Parma
- 1897 - Stara pesem, Viktor Parma
- 1907 - Lepa Vida, Risto Savin
- 1913 - Nabor, Fran Gerbič
- 1919 - Zlatorog, Viktor Parma
- 1921 - Gosposvetski sen, Risto Savin
- 1921 - Krst pri Savici, Slavko Osterc
- 1923 - Matija Gubec, Risto Savin
- 1923 - Osveta, Slavko Osterc
- 1925 - Kralj Edip, Slavko Osterc
- 1927 - Črne maske, Marij Kogoj
- 1928 - Iz komične opere, Slavko Osterc
- 1929 - Krog s kredo, Slavko Osterc
- 1930 - Dandin v vicah, Slavko Osterc
- 1930 - Medea, Slavko Osterc
- 1930 - Pohujšanje v dolini šentflorjanski, Matija Bravničar
- 1930 - Saloma, Slavko Osterc
- 1941 - Hlapec Jernej in njegova pravica, Matija Bravničar

### Balet
Slovenci so se v okviru gostujočih opernih predstav prvič seznanili z baletom v 18. stoletju, prvi poklicni baletni ansambel pa je začel delovati šele leta 1918 v ljubljanski Operi. Prva predstava je bila leta 1919, Ugrabljna Evelina skladatelja Jaromira Weinbergerja. Hkrati je začela delovati baletna šola Narodnega gledališča, kjer so tuji, predvsem češki plesalci začeli vzgajati prve slovenske balerine in baletnike. Po letu 1945 je bil osnovan tudi baletni ansambel mariborske Opere. Prva slovenska baletna glasba je pantomima Josipa Ipavca Možiček iz leta 1912. Krstno so jo uprizorili igralci. Leta 1918 je Risto Savin skomponiral balet Plesna legendica; sledile so mu skladbe, namenjene izključno baletu, čeprav so bile koreografsko obdelane tudi take, ki v svoji prvotni ideji niso bile baletno zasnovane. Med najvidnejše slovenske koreografe 20. stoletja sodijo Pia in Pino Mlakar, Henrik Neubauer, Metod Jeras, Peter Golovin in Iko Otrin. V prvih 50. letih svojega delovanja (1919-1969) je ljubljanski balet krstno uprizoril 120, od tega 20 slovenskih baletnih del.
Abecedni seznam slovenskih baletov oz. beletno uprizorjenih slovenskih glasbenih del:
- Arabeske, Slavko Osterc
- Arabski ples, Lucijan Marija Škerjanc
- Asfalt, Pavel Mihelčič
- Baletti, Janez Krstnik Dolar
- Bela krajina, Marjan Kozina
- Čajna punčka, Risto Savin (1922)
- Divertissements, Matija Bravničar
- Dogodek v mestu Gogi, Pavel Šivic
- Dragi Miha, Jani Golob
- Ekspresije, Lojze Lebič
- Ekstaza smrti, Alojz Srebotnjak
- Eleuthera, Igor Štuhec
- Flamska legenda, Božidar Kantušer
- Gazele, Lucijan Marija Škerjanc
- Gluha okna, Darijan Božič
- Godec, Vilko Ukmar
- Gorenjske bajke, Marjan Kozina
- Ilova gora, Marjan Kozina
- Iluzije, Slavko Osterc (1941)
- Iz satanovega dnevnika, Slavko Osterc
- Ježeva hišica, Kruno Cipci
- Korant, Lojze Lebič
- Kraška suita, Alojz Srebotnjak
- Kresna noč, Božidar Kantušer
- Kurent, Ivo Petrić
- Lepa Vida, Vilko Ukmar
- Mali mornarji, Darijan Božič
- Mařenka, Lucijan Marija Škerjanc
- Maska rdeče smrti, Slavko Osterc
- Na terasi, Janko Gregorc
- Nevsakdanji dan, Anton Lajovic
- Nezakonska mati, Slavko Osterc
- Nina, Danilo Švara
- Nori malar, Janez Gregorc
- Obrežje plesalk, Zvonimir Ciglič
- Odmevi, Primož Ramovš
- Opojno poletje, Dane Škerl
- Padlim, Marjan Kozina
- Peter Klepec, Dane Škerl
- Pika nogavička, Kruno Cipci
- Pinocchio, Danilo Švara
- Ples čarovnic, Blaž Arnič
- Plesna burleska, Matija Bravničar
- Plesni motiv, Lucijan Marija Škerjanc
- Po našem ljubljenem mestu, Bojan Adamič
- Poesies, Igor Štuhec
- Pogled zvezd, Jakob Jež
- Pohujšanje v dolini Šentflorjanski, Kruno Cipci
- Pomladno srečanje, Bojan Adamič
- Prerojenje, Jani Golob
- Serenada za godala, Benjamin Ipavec
- Simofnija št. 4, Lucijan Marija Škerjanc
- Sinfonia per archi, Uroš Krek
- Skice v ritmu, Janez Gregorc
- Sneguljčica, Kruno Cipci
- Suita za godala št. 2, Danilo Švara
- Suita, Demetrij Žebre
- Tatarska suita, Emil Adamič
- Tragycos, Darijan Božič
- Trije plesi, Slavko Osterc
- Trobenta in vrag, Alojz Srebotnjak
- Valse interrompue, Danilo Švara
- Vizija, Demetrij Žebre
- Zapeljivec, Blaž Arnič
- Žica, Janez Gregorc
- Zorenje, Pavel Šivic

## Filmska glasba
Filmska umetnost se je razvila ob prelomu stoletja in kmalu dosegla tudi Slovenijo, prva kinodvorana je začela obratovati v Ljubljani leta 1907. Avtor prve izvirne slovenske filmske glasbe je Janko Gregorc, in sicer za film O Vrba (1940-1945). Po naključju je avtor prvega slovenskega celovečernega filma (1931) tudi skladatelj in vsestranski umetnik Janko Ravnik (njegov film V kraljestvu zlatoroga pa je nastal še v obdobju nemega filma). Dolgoletni spremljevalec nemega filma v Slovenski kinoteki je bil pianist in skladatelj Borut Lesjak (1931-1995). Njegova najbolj znana popevka je Ne čakaj na maj, ki je bila uporabljena v istoimenskem črnobelem filmu iz leta 1957. Med prepoznavne slovenske skladatelje glasbe za film in televizijo sodijo Urban Koder (glasba za film Cvetje v jeseni), Marjan Kozina (Kekec, Na svoji zemlji), Bojan Adamič (Vesna), Marijan Lipovšek (Dobri stari pianino), Alojz Srebotnjak (Balada o trobenti in oblaku), Jani Golob (Čisto pravi gusar), Dečo Žgur (Sreča na vrvici), itd. Mnogi izmed njih pišejo tudi glasbo za gledališče. 

## Ljudska glasba
Slovenske ljudske pesmi imajo dolgo tradicijo, vendar se je njihova klasifikacija in metodično zbiranje začelo šele v 2. polovici 18. stoletja. Ena najstarejših znanih ljudskih pesmi je Puntarska, katere refren »Le vkup, le vkup, uboga gmajna« je bil kot prvo tiskano slovensko besedilo objavljen na letaku leta 1515.
Najbolj opazna značilnost slovenskega ljudskega glasbenega izročila se kaže v njegovi raznolikosti, ki je pogojena z geografsko razčlenjenostjo, različnostjo v kulturi posameznih slovenskih regij in nenazadnje v razčlenjenosti jezika na več narečij. Slovenska ljudska glasba se v grobem deli na vokalno, vokalno-instrumentalno in izključno instrumentalno glasbo. Slednja je bila v preteklosti najbolj skromna, saj sta bili ob majhni ali nični notni pismenosti za ohranjanje glasbe iz roda v rod potrebni posedovanje glasbila in izvajalska spretnost. Pogost izraz za izvajalca ljudske glasbe je godec, čeprav ni nujno, da igra na godalni instrument. Večina slovenske ljudske instrumentalne glasbe je namenjena plesu. Pogosto je tudi pritrkavanje, neposredno udarjanje na (cerkvene) zvonove, pri čemer določeno zaporedje udarcev na različne zvonove ubira melodijo. Najbolj razširjena je vokalna glasba, ki jo eventuelno spremljajo glasbila in je splošno pojmovana kot ljudska pesem. Tovrstna pesem je avtorsko delo anonimnih in večinoma nešolanih posameznikov ali skupin, ki jo uporablja lokalna skupnost in se ohranja le kot ustno izročilo. Pesem dobi status ljudske pesmi šele, ko je besedilu dodana tudi melodija in jo pojejo ljudski pevci. Na enak način lahko nastane in se ustno prenaša iz roda v rod tudi pesem poznanega ali šolanega pesnika/glasbenika, imenujemo pa jo ponarodela pesem. Med ponarodele lahko štejemo nekatere pesmi Simona Gregorčiča, Simona Jenka in Antona Martina Slomška. Za razliko od umetne glasbe je ljudska tesno povezana z običaji ali šegami in predstavlja njihov sestavni del. 
Ljudske pesmi so vselej spremljale koledarske in osebne praznike, vasovanje, svatbe, košnje, trgatve, žetve, pete so bile kot otroške tepežnice in izštevanke, kolednice, pa tudi kot narokovanje, pojoče objokovanje umrlega z improviziranim besedilom. Slednji običaj je v Sloveniji izginil, na vaseh pa ga je zamenjalo bedenje ob umrlem. Obstajajo tudi ljudske nabožne pesmi (ki v osnovi niso umetno komponirana cerkvena glasba), romarske, napitnice, vojaške in druge priložnostne pesmi. Ljudske pesmi so bile do 2. polovice 20. stoletja sestavni del podeželskega vsakdanjika, s pojavom radia so začele polagoma izginjati. Izraz narodna glasba oz. narodna pesem predstavlja širši pojem in vključuje ljudsko glasbo na narodni, torej skupni ravni, medtem ko so posamezne slovenske ljudske pesmi dejansko nastajale na različnih etnomuzikoloških območjih z izrazitimi glasbenimi značilnostmi. Kljub pogosti rabi je zato termin slovenska narodna glasba večinoma neustrezen, prav tako pa pojma ne gre zamenjevati z narodnozabavno glasbo.
Med najstarejše ljudske pesmi sodijo koledniške pesmi, ki so začele nastajati hkrati z običajem koledništva, obrednega obhajanja. Slovenci so ga v svoji novi domovini ob stiku z rimsko kulturo (6. stoletje) prevzeli po rimskem običaju novoletnega obhajanja, imenovanem calendae. Z izjemo balad o Kralju Matjažu ter Pegamu in Lambergarju se v slovenski ljudski pesmi junaštvo in bojevitost ne pojavljata. Besedila pripovedujejo o ljudskih običajih, oblačilih, o delu, o socialnih razmerah, čustvovanju, o nesrečni ljubezni, usodi, vojni in o legendah. Iz njih je mogoče izluščiti kulturnozgodovinske podakte o deželi, dobiti vpogled v mišljenje prebivalcev in dobiti predstavo o materialni kulturi. Po zgradbi besedila, vsebinskih značilnostih in glasbeni strukturi je mogoče sklepati na čas in okoliš nastanka ljudske pesmi. 

### Glasbene značilnosti slovenske ljudske pesmi
Večina pesmi ima durovsko melodijo, manjše število jih je v okvirih malotonskih lestvic in pentatonike. Melodično gibanje je v glavnem diatonično, petje pa silabično (po en zlog na en ton). Razmeroma redko se pojavlja refren, pri čemer gre največkrat za ponovitev verza v zadnji kitici ljubezenskih ali pripovednih pesmi. Včasih ga predstavljajo vokalni elementi vriskanje, jodlanje, pripevi iz nesmiselnih glasov, posnemanja glasbil, ipd. Enoglasno petje je zelo redko, najbolj pogosto je dvoglasno petje, pri čemer je melodija peta v vzporednih tercah ali sekstah.  V Beli krajini, predvsem pa v Reziji, se je ohranilo dvoglasno petje z bordunom, pri čemer nižji glas neprestano drži en ležeči ton (bordun), zgornji pa poje melodijo pesmi. Rezijanska kultura pozna tudi specifičen način petja, danes pogosto poimenovano "grleno". Obe prvini je predstavila slovenska zabavno-glasbena skupina Katalena z uspešnico Da göra ta Škarbinina.

### Glasbila v slovenski ljudski glasbi
Ljudska glasbila se razlikujejo glede na geografsko lego, pa tudi glede na obdobje, v katerem so na območje Slovenije prišla oz. se tu razvila. Mednje štejemo tudi nekatera aerofona glasbila iz umetne glasbe. Najbolj uporabljana so:
- bajs (istrski bas z dvema črevnatima strunama)
- bombardon
- citre (akordične, bordurske, violinske, harfne in kitarne)
- drumljica
- dude (meh) in diple z mehom
- dvojnice (dvojne piščali)
- gosli (citira ali violina)
- harmonika (predvsem diatonična ali »frajtonarica«)
- kitara
- klarinet
- klopotec
- lončeni bas (gudalo, muga ali vugaš)
- mala ročna lajna
- mali bas (brunkula ali violončelo)
- mali boben
- okarina (glinena vodna piščal)
- oprekelj (cimbale)
- rogovi (živalski ali iz lubja)
- sopele ali roženice (istrska netemperirana glasbila)
- šurle (dvojno piskalo z enojnim trsnim jezičkom)
- tamburica
- tamburin
- trstenke (trstene panove piščali)
- zvonovi
- žvegle (lesene prečne piščali brez poklopcev)
- žvrgolec (lončeni konjiček)
- improvizirana zvočila (suhi jesenski plodovi, piskanje na list, žlice, itd.)
- bas
- bariton
- gosli oziroma violina

## Slovenska glasbena publicistika
Čeprav so se zapisi o slovenski glasbi pojavljali že mnogo prej, so se periodične publikacije razmahnile v 2. polovici 19. stoletja. Do 2. svetovne vojne so bile to Cäcilia (1857-1859), Cerkveni glasbenik (1878-1945), Glasbene zore (1900), Novi akordi (1910-1914), Pevec (1921-1938), Zbori (1925-1934), Nova muzika (1928-1929). Glasbena kritika se je razširila tudi v dnevnem tisku. Po letu 1945 so se pojavila mnoga druga glasila. Zborovsko glasbo povzemajo Naši zbori (1964- danes), mladinsko glasbo Grlica (1953-danes), gibanja sodobne glasbe je povzemala Slovenska glasbena revija, (1951-1960), glasilo društva Glasbena mladina Slovenije, Muzikološki zbornik (1965-1989), in drugi. Za podrobnosti glej seznam slovenskih glasbenih in muzikoloških periodičnih publikacij. Osrednja slovenska knjižnična glasbena zbirka je v Narodni univerzitetni knjižnici, sledijo knjižnica muzikološkega inštituta ZRC SAZU, knjižnica oddelka za muzikologija Filozofske Fakultete v Ljubljani, idr., ki hranijo predvsem teoretično gradivo. Sicer delujejo pomembni notni arhivi v okviru SNG Opere, Slovenske filhramonije, Društva slovenskih skladateljev ter Radia Slovenija, ki ima najobsežnejši fonotečni arhiv v državi. Za podrobnosti glej seznam slovenskih glasbenih arhivov in knjižnic.

## Slovenske nagrade s področja glasbe
- Kozinova nagrada, najvišje strokovno priznanje za skladatelje, od leta 1994 jo podeljuje Društvo slovenskih skladateljev
- Betettova nagrada, podeljuje jo Društvo glasbenih umetnikov Slovenije (DGUS), ki podeljuje tudi t. i. Betettove listine
- Škerjančeva nagrada, najboljšim dijakom in pedagogom[35] jo podeljuje Konservatorij za glasbo in balet Ljubljana
- Gallusova plaketa in Gallusova listina, za dosežke na področju glasbene dejavnosti te nagrade podeljuje Javni sklad RS za kulturne dejavnosti (JSKD)[36]
- Bumerang in Zlati zidak, priznanje za ustvarjalce s področja zabavne glasbe, podeljuje ga RTV Slovenija
- Zlati petelin, od leta 1995[37]
- Zlata piščal
- na glasbeno področje deloma posegajo še naslednje nagrade:
  - Ježkova nagrada, ki jo RTV Slovenija podeljuje za izvirne dosežke in opuse v zvrsteh radijske in televizijske ustvarjalnosti
  - Prešernova nagrada in nagrada Prešernovega sklada, najvišji priznanji Republike Slovenije za dosežke na področju umetnosti
  - študentska in univerzitetna Prešernova nagrada; najvidnejšim študentom ju podeljuje Univerza v Ljubljani oz. posamezne fakultete
  - Maroltova plaketa in Maroltova listina, za dosežke v okviru folklorne dejavnosti ju podeljuje Javni sklad RS za kulturne dejavnosti
  - Župančičeva nagrada, ki jo podeljuje Mestna občina Ljubljana (MOL). Prejmejo jo tisti ustvarjalci, ki s svojimi izjemnimi stvaritvami na področju kulture pomembno oblikujejo kulturno življenje v MOL.